# 京都電燈
京都電燈株式会社（きょうとでんとう、英: Kyoto Electric Light Co., Ltd.）は、かつて存在した日本の電力会社。1887年（明治20年）に創立し、関西から北陸にかけての地域をテリトリーとした。
日本初の営業用水力発電である琵琶湖疏水の蹴上発電所（発電所は京都市営）から生み出される当時としては大量の電力を背景として、発電コストを低下させ電灯料金も引き下げ、電灯の本格的普及に貢献した。また京都電燈から供給される豊富な電力は、京都市の産業振興に大きく貢献し、日本初の路面電車である京都電気鉄道（後に京都市電へ買収）を1895年（明治28年）に走らせる事にもつながった。
戦時の配電統制令によって1942年（昭和17年）に解散した。

## 沿革
京都電燈は、1887年（明治20年）11月に京都電燈会社として創立した。1889年（明治22年）7月21日に全国で4番目の電燈会社として、高瀬川西岸に社屋を設け営業を開始した。当初は会社敷地内で石炭による火力発電を行い、直流による近距離低圧配電を行った。
琵琶湖疏水の蹴上発電所が市営事業として営業を開始した後、1892年（明治25年）に京都電燈は火力発電を廃止し蹴上発電所からの電力の供給を受けることを願い出、許可を受けた。これを契機に低圧直流から高圧交流への転換を行った。
石炭火力は1894年（明治27年）にいったん全廃するものの、その後需要の増加に伴い復活し、1900年（明治33年）には新たな火力発電所である東九条発電所を着工することとなった。
その後、1914年（大正3年）に越前線を開業させたのを機に、京都府と福井県において鉄道業を行うようになる。これは安定した電力の供給先を確保するのが目的で、戦前は東京電燈（後の江ノ島電鉄線や東武伊香保軌道線などが該当）など多くの会社で行われていた。1918年（大正7年）には、嵐山電車軌道を合併した。
1925年（大正14年）にはそのノウハウを生かして叡山線と北野線を開業。1927年（昭和2年）には子会社として鞍馬電気鉄道を設立する。そして沿線のバス会社と猛烈な乗客争奪合戦を繰り広げた後傘下に収め（京都バスの前身）、事実上洛北・嵐山方面の交通機関を一手に担うこととなる。
戦時の配電統制令により、1941年（昭和16年）に発送電部門と配電部門の譲渡命令が出された。鉄道業等の陸上輸送事業は、1942年（昭和17年）3月2日に京福電気鉄道へ継承された。同年4月1日に発送電部門を日本発送電に譲渡、配電部門を関西配電と北陸配電へ継承して清算に入り、1944年（昭和19年）に清算が完了した。

### 年表
- 1887年（明治20年）京都電燈会社設立。京都府から会社建設用地の払下を受ける。
- 1889年（明治22年）移動式発電機を東京電燈から借り入れ、都をどりにおいて京都における最初の白熱灯の点灯を実施。本社敷地に発電機を設置し、本格営業開始。
- 1892年（明治25年）株主総会において、琵琶湖疏水により発電される電力を利用することを決定。京都市水利事務所（蹴上発電所）からの送電線架設工事が落成し、試験点灯。配電線を漸次水力に変換。
- 1893年（明治26年）社名を京都電燈株式会社に変更。
- 1895年（明治28年）大津出張所を大津支社に改称。
- 1896年（明治29年）定款を改正し、営業目的に電力販売を加える。
- 1897年（明治30年）大津支社営業開始。
- 1898年（明治31年）福井支社設置。
- 1901年（明治34年）東九条発電所落成。
- 1903年（明治36年）大分県下毛郡中津町に中津支社設置。
- 1905年（明治38年）伏見町の電灯営業開始。
- 1910年（明治43年）中津支社事業譲渡。
- 1912年（明治45年・大正元年）京都市からの受電を廃止。
- 1914年（大正3年）越前電気鉄道開通。洛北水力電気株式会社譲受。供給区域に関して京都市との契約を締結。
- 1918年（大正7年）嵐山電車軌道株式会社合併。京都市北部地域編入に当たり、京都市との協定に基づく電気供給区域の整理を実施。
- 1919年（大正8年）日本水力株式会社と電力供給契約を締結。朱雀野発電所廃止、大河原発電所落成。
- 1920年（大正9年）京都市と電力供給契約を締結。
- 1923年（大正12年）伏見第3発電所落成。宇治川電気株式会社との受電契約満了、契約更新。
- 1925年（大正14年）日本電力株式会社から電力受給。叡山電気鉄道平坦線（出町柳・八瀬間）営業開始。嵐山電鉄北野支線北野・高雄口間営業開始。叡山電気鉄道鋼索線営業開始。
- 1926年（大正15年・昭和元年）京阪電気鉄道株式会社から旧京津電気軌道株式会社による電気供給事業および水力発電所を譲受。
- 1927年（昭和2年）若狭電気株式会社および敦賀電燈株式会社を合併。洛西電気鉄道敷設に関する権利を新京阪鉄道に譲渡。
- 1928年（昭和3年）東京電燈山陰支社の電気供給事業を譲受。比叡山における架空索道事業を開始。
- 1930年（昭和5年）京都府加佐郡高野村村営電気事業譲受。
- 1937年（昭和12年）京都府北桑田郡大野村、宮島村、鶴ヶ岡村を供給区域に編入。新社屋竣工（現在の関西電力京都支社社屋）。
- 1938年（昭和13年）創立50周年記念式を挙行。
- 1939年（昭和14年）京都府与謝郡石川村村営電気事業譲受。
- 1940年（昭和15年）福井電力株式会社、南越電気株式会社および大正電気株式会社を買収。京都市に京都市北部区域電気事業および洛北・高野・清滝・栂尾の4発電所を譲渡。京都市との供給区域の交換を実施。
- 1941年（昭和16年）逓信大臣から発送電部門と配電部門の出資命令。
- 1942年（昭和17年）京福電気鉄道株式会社への事業譲渡。関西配電株式会社および北陸配電株式会社への事業譲渡。日本発送電株式会社への事業譲渡完了。京都電燈株式会社解散。
- 1944年（昭和19年）清算完了。

## その他
- JR京都駅の烏丸口（北口）側にある関西電力京都支社の建物（鉄筋コンクリート造8階建）は、武田五一により設計された京都の近代建築の一つである。もともとは1937年（昭和12年）に、京都電燈の本社として建設されたものである。戦後は米軍のEighth Army Recreation Centerや貿易庁のホテルラクヨウなどとして使用されている。

- モリタ製作所の本社工場（京都市伏見区）は1943年（昭和18年）当時20年近く放置されていた旧伏見第3発電所を買い取り改修したもので、現在も使用されている。